# Szabó Sándor (vívó)
Szabó Sándor (Budapest, 1941. január 29. – Budapest, 1992. augusztus 7.) magyar tőrvívó, olimpikon, edző.

## Pályafutása
1955-ben kezdett vívni az Elektromosban. 1958-ban a Vasas versenyzője lett. 1959-ben az ifjúsági világbajnokságon 5. helyezést szerzett. 1961-ben az Újpesti Dózsába igazolt. 1961-ben és 1962-ben csapatban ezüstérmes volt a felnőtt világbajnokságon. A következő évben vb negyedik lett csapatban. Az országos bajnokságon harmadik volt. Az 1964-es olimpián  egyéniben nyolcadik, csapatban hetedik helyezést ért el. 1965-ben a világbajnokságon csapatban negyedik, 1966-ban második, 1967-ben hatodik lett. Az 1968-as olimpián csapatban ötödik helyen végzett. A következő évben csapatban vb 6., 1970-ben második, 1971-ben ötödik lett. Az 1972-es olimpián csapatban negyedik helyezést ért el. 1973-ban csapatban negyedik lett a világbajnokságon. 1975-ben fejezte be a versenyszerű sportolást.
1976-ban edzői diplomát szerzett.

## Eredményei
1961-ben, 62-ben, 66-ban és 1970-ben világbajnoki ezüst érmet szerzett férfi tőr csapatban. Bajnok csapatok Európa Kupája ezüst érmes 1967-ben és 1969-ben. 
Országos bajnokságot nyert 1971-ben egyéni férfi tőrben. 
Csapat magyar bajnok 1962, 65, 66, 67, 68, 1970, 73, 74, 75